# Jan Dębski (lekkoatleta)
Jan Dębski (ur. 9 lipca 1952) – polski lekkoatleta, specjalizujący się w biegach długodystansowych.

## Osiągnięcia
- Mistrzostwa Polski seniorów w lekkoatletyce (2 medale)[1]
  - Bydgoszcz 1976
    - brązowy medal w biegu na 5000 m

  - Bydgoszcz 1977
    - brązowy medal w biegu na 5000 m

## Rekordy życiowe
- bieg na 3000 metrów
  - stadion – 7:58,40 (Warszawa 1975)
- bieg na 5000 metrów
  - stadion – 13:39,10 (Bydgoszcz 1977)
- bieg na 10 000 metrów
  - stadion – 28:42,60 (Zielona Góra 1976)